# E.T. (singolo)
E.T. è un singolo della cantautrice statunitense Katy Perry, pubblicato il 16 febbraio 2011 come quarto estratto dal secondo album in studio Teenage Dream.
Il brano è stato scritto da Katy Perry, Dr. Luke, Max Martin e Joshua Coleman ed è stato prodotto dagli ultimi tre. Il brano è stato reso scaricabile su iTunes il 17 agosto 2010 come parte della campagna promozionale di Teenage Dream, insieme a Not Like the Movies e Circle the Drain. È infine stato pubblicato come singolo il 16 febbraio 2011 in una versione remixata con il rapper Kanye West. Il brano ha venduto 11 milioni di copie a livello mondiale.
Basata su un ritmo simile a quello del successo mondiale del 1977 dei Queen We Will Rock You, E.T. è una ballata elettronica che parla di "innamorarsi di uno sconosciuto". Nel testo sono utilizzate varie metafore che si riferiscono alla vita extraterrestre; Kanye West canta dello stesso argomento nelle sue due strofe, che sono state effettate con abbondante Auto-Tune. I critici hanno confrontato la canzone con i lavori di artisti e gruppi come Rihanna, gli Evanescence, le t.A.T.u. e i Queen.
Il singolo ha raggiunto la vetta delle classifiche negli Stati Uniti, in Canada, in Nuova Zelanda, in Polonia e in Romania ed è risultato il singolo più venduto nella prima metà del 2011 negli Stati Uniti, con 4.120.000 copie. E.T. ha raggiunto recensioni miste dai critici musicali, alcuni dei quali hanno elogiato la voce della Perry nella canzone, più profonda e più matura rispetto a quella che ha nelle sue altre canzoni. Per quanto riguarda la voce di Kanye West, i critici si sono divisi, dando diverse opinioni, soprattutto riguardo all'uso dell'Auto-Tune.
Il video di E.T. è stato diretto da Floria Sigismondi. In esso sono mostrati Katy e Kanye che cantano nello spazio. La clip è stata mostrata in anteprima il 31 marzo 2011 su MTV e ha ricevuto recensioni generalmente positive. La Perry ha esibito la canzone nelle tappe del suo California Dreams Tour del 2011 e in vari programmi televisivi, tra cui l'American Idol.

## Composizione
E.T. è un brano di musica elettronica della durata di tre minuti e ventisei secondi - nella sua versione originale - e di tre minuti e cinquantuno secondi - per quanto riguarda il remix - con elementi di rave e teen pop. Al Fox di BBC Music ha descritto il brano come "una quasi-ballata influenzata dalla musica rave". Secondo i dati forniti dalla Sony/ATV Music Publishing, E.T. è stata scritta nella chiave del Fa minore e segue un tempo lento di 75 battiti per minuto. La voce della Perry ricopre circa un'ottava, dal Reb3 al Dob4. Secondo Ann Powers del Los Angeles Times, E.T. trae influenze dalla musica della cantante barbadoregna Rihanna e in essa la Perry prende spunto dalle balbuzie tipiche delle canzoni hip hop. Matthew Perpetua, critico per la rivista, Rolling Stone, ha ritenuto il pezzo musicalmente simile alle ballate hard rock degli Evanescence. Gli strumenti utilizzati per la base musicale di E.T. sono stati discritti come "un guazzabuglio di bip guidati da un ritmo di batteria". Darryl Sterdan della Quebecor Media ha notato che il ritmo stomp-stomp-clap della batteria presente su E.T. è simile a quello utilizzato dai Queen nel loro successo del 1977 We Will Rock You, Stephen Thomas Erlewine di AllMusic ha visto delle somiglianze nella canzone con la musica prodotta da Ryan Tedder.
Secondo quanto detto da Katy Perry, E.T. parla dell'"innamorarsi di uno straniero". James Montgomery di MTV aveva in precedenza notato che la canzone era incentrata su "un amante proveniente da un'altra dimensione". Per la sua pubblicazione come singolo, il brano ha subito delle modifiche per includervi due strofe cantate da Kanye West, nelle quali parla, secondo quanto affermato da lui stesso, di "extraterrestrialità". E.T. si apre con la prima strofa di West, che canta: "Ho una mente perversa/Ho modi osceni/Sto cercando d'immergere il mio uovo nella tua via lattea/Mi chiamano un alieno/Un astronauta presuntuoso". Dopodiché, per mezzo di metafore riguardo agli extraterrestri, Katy Perry canta: "Non sei come gli altri/Amante futuristico/Un DNA diverso". Nel ritornello, la cantante si rivolge al suo amante: "Baciami, baciami/Infettami col tuo amore e/Riempimi del tuo veleno", affermando di essere "pronta per un rapimento alieno". West canta una seconda strofa nella canzone subito prima del terzo ritornello; i versi da lui cantati sono stati trattati per mezzo di Auto-Tune per ottenere un effetto distorto della sua voce: "Conosco un bar a Marte/Dove guidano astronavi invece che macchine", e così via. La strofa finisce con un riferimento a Shrek e con dei versi riguardo al "sesso alieno": "Ti spoglierò e poi ti esplorerò/Vedi, t'ho rapito, quindi ti dico cosa devi fare". Ben Kaplan, autore per il quotidiano National Post, ha scritto che lo stile di Kanye West in E.T. è simile a quello da lui utilizzato nel suo album del 2008 808s & Heartbreak.

## Accoglienza
E.T. ha ricevuto recensioni miste da parte dei critici musicali. Leah Greenblatt, autrice per Entertainment Weekly, ha notato che la Perry mostra forza e sicurezza nel cantare la canzone, risultando come un misto fra gli artisti rock Lita Ford e Trent Reznor. Kerri Mason di Billboard ha trovato E.T., assieme ad altre tracce di Teenage Dream, più incisiva per via del suo ritmo martellante e del suo testo. Nonostante abbia affermato che la presenza di Kanye West sul remix è "inutile", Robert Copsey di Digital Spy ha concordato sul fatto che il brano "è un'eccentrica e sicura fetta di pop all'avanguardia". Bill Lamb di About.com ha dato ad E.T. una critica positiva, affermando che il ritornello orecchiabile e il testo da dramma sarebbero piaciuti ai fan della Perry. Al contrario di Copsey, Lamb ha ritenuto le strofe cantate da West sono "interessanti, poiché trasformano la canzone in un teso duetto riguardo ad un intenso rapporto sessuale". Ben Kaplan del National Post ha elogiato la canzone, ritenendola "un grande duetto" e apprezzando la performance vocale dei cantanti. Parlando del contributo di Kanye West sulla traccia, Brad Wete di Entertainment Weekly ha notato che, per via della presenza maschile, E.T. sembrava migliorata rispetto alla versione originale.
Matthew Cole della Slant Magazine non ha apprezzato l'"imperscrutabilità" del singolo e ha affermato che la base musicale ricordava il singolo del 2002 delle t.A.T.u. All the Things She Said. Jason Richards, autore per la rivista Now, ha definito la canzone "imbarazzante", mentre Rudy Clapper di Sputnikmusic ha ritenuto che il tentativo di Katy Perry di produrre musica dal sound più maturo sia fallito, definendolo "scadente". Nella sua recensione dell'album Teenage Dream, Steve Leftridge di PopMatters ha scritto: "Canzoni come E.T. e Circle the Drain non sono né forti, né tese, né intelligenti, né abbastanza interessanti da dare alla Perry credibilità come un'artista seria con qualcosa di sensato da dire." Amos Barshad della rivista New York ha scritto che le metafore aliene usate da Kanye West sono stridenti e misogine.

## Successo commerciale

### Stati Uniti e Canada
E.T. è stato pubblicato come singolo promozionale il 17 agosto 2010 solo come brano digitale, ed è entrato alla posizione numero 42 della classifica statunitense e alla numero 13 di quella canadese nella settimana del 4 settembre 2010. Il singolo è rientrato in classifica subito dopo l'annuncio della sua pubblicazione e, il 5 marzo 2011, è stata la re-entry più alta sia negli Stati Uniti, alla posizione numero 28, sia in Canada, alla 18. La settimana successiva è saltato direttamente all'ottava posizione della classifica statunitense, salendo di otto posti nella classifica digitale con 170.000 copie vendute, il 42% in più rispetto alla settimana precedente, e debuttando alla posizione numero 57 nella classifica radiofonica con un'audience di 20 milioni di ascoltatori, un impressionante aumento del 194% rispetto alla settimana del 5 marzo. Nella settimana del 19 marzo E.T. mantiene l'ottava posizione della Billboard Hot 100, scendendo di una posizione alla 5 della Digital Songs con 167.000 copie, un calo del 2%, e salendo alla 38 in radio (33 milioni di ascoltatori, il 66% in più rispetto alla settimana precedente). La settimana successiva il singolo sale alla terza posizione della Hot 100, avendo raggiunto la vetta della classifica digitale con 216.000 copie vendute, un aumento del 30% rispetto alla settimana precedente; in radio ottiene un'audience di 44 milioni, un aumento del 32%, che gli permette di saltare alla posizione 24 della Radio Songs. Il 2 aprile E.T. continua a registrare incrementi sia di vendite (261.000 copie, il 21% in più), grazie alle quali mantiene il primo posto della classifica digitale, sia in radio (con un'audience di 55 milioni di ascoltatori, il 24% in più), volando alla tredicesima posizione; nella Hot 100 il singolo sale di un posto per posizionarsi al secondo.
Nella settimana del 9 aprile 2011 E.T. conquista la vetta della classifica statunitense, mantenendo la prima posizione della classifica digitale con 254.000 copie vendute e entrando nella top ten di quella radiofonica alla decima posizione con un'audience di 74 milioni di ascoltatori, il 34% in più rispetto alla settimana del 2 aprile. In seguito all'uscita del video il 31 marzo 2011, il singolo mantiene il primo posto della Hot 100, con un aumento di vendite digitali del 29% (327.000 copie) e un salto alla sesta posizione in radio con 88 milioni di ascoltatori, un incremento del 20%. E.T. mantiene la prima posizione sia della Hot 100, sia della Digital Songs, anche nella settimana del 23 aprile, durante la quale vende 323.000 copie, l'1% in meno rispetto alla settimana precedente, e incrementa del 22% l'audience radiofonica con 108 milioni di ascoltatori, che le permette di saltare alla seconda posizione della Radio Songs, solo dietro a S&M di Rihanna. Dopo tre settimane consecutive in vetta alla classifica statunitense, E.T. cede la prima posizione ad un remix di S&M di Rihanna con Britney Spears, pubblicato la settimana precedente. Il singolo di Katy Perry si trova al secondo posto sia della Hot 100, sia della Digital Songs (284.000 copie vendute - il 12% in meno rispetto alla settimana del 23 aprile), sia della Radio Songs (122 milioni di ascoltatori - un aumento del 13%). Tuttavia, la settimana successiva E.T. riconquista la vetta della classifica statunitense grazie a un'esibizione all'American Idol, che le frutta un incremento di vendite digitali del 21% a 344.000 e il primo posto nella classifica digitale; il singolo è primo anche in radio, con un aumento del 9% di ascoltatori a 133 milioni. Il 14 maggio E.T. passa la sua quinta e ultima settimana al primo posto della Billboard Hot 100, con 300.000 copie vendute, il 13% in meno rispetto alla settimana del 7 maggio, trovandosi così ancora primo posto della classifica digitale; trascorre inoltre una seconda settimana al primo posto in radio, con un'audience di 138 milioni ascoltatori.
Nella settimana del 21 maggio 2011 E.T. scende alla seconda posizione della Billboard Hot 100 in favore di Rolling in the Deep di Adele. Il singolo di Katy Perry scende alla seconda posizione della classifica digitale con un calo di vendite del 21% a 237.000 e rimane al primo posto per la terza settimana consecutiva in radio con un'audience di 143 milioni di ascoltatori, il 3% in più rispetto alla settimana del 14 maggio. La settimana successiva E.T. rimane al secondo posto negli Stati Uniti, con altre 200.000 copie vendute (terza posizione della classifica digitale; il 16% rispetto alla settimana precedente), e si mantiene alla vetta della Radio Songs. Il 4 giugno il singolo mantiene la stessa posizione, la seconda, scendendo alla terza posizione della Digital Songs con 173.000 copie vendute, un calo del 14% rispetto alla settimana prima, e restando il più mandato in radio. La settimana successiva E.T. è iniziata a scendere dalla classifica, cedendo il primo posto in radio a Rolling in the Deep, e, dopo venti settimane consecutive trascorse nella top ten della Billboard Hot 100, il 30 luglio 2011 ha abbandonato le prime dieci posizioni, per scomparire definitivamente dalla classifica il 18 settembre dello stesso anno, dopo trenta settimane consecutive. E.T. è stato il singolo più venduto negli Stati Uniti nella prima metà del 2011 con 4.120.000 copie; a fine anno aveva venduto 4.829.000 copie, che, unite al successo in radio, l'hanno reso il quarto singolo di maggior successo nella classifica statunitense di fine anno.

## Video musicale
Il videoclip è stato filmato nel mese di febbraio 2011 e presentato il 31 marzo successivo in onda su MTV. Un'immagine di Kanye West con abiti succinti e una con Katy Perry ricoperta dal trucco a pastello sono circolate prima della pubblicazione del video su MTV. La data era stata annunciata in teaser trailer pubblicato il 21 marzo 2011, che mostrava un oggetto volante non identificato. Il video è stato diretto dalla canadese Floria Sigismondi, conosciuta per i suoi video "dark femminili" e per la collaborazione con artisti come Christina Aguilera, Marilyn Manson e Muse. In un'intervista con il programma radiofonico francese Le 6/9 di NRJ Radio avvenuta il 10 marzo 2011 la Perry rivelò la sua soddisfazione per la sua decisione di collaborare con la Sigismondi; subito dopo è stata mostrata in anteprima uno spezzone di trenta secondi del video. Durante un'altra intervista ha affermato: "Non vedo l'ora di produrre altri video musicali per Teenage Dream. Ogni canzone ha la sua storia."
Il video inizia con uno spezzone della canzone Where in the World Can My Lover Be? di Midge Williams, che fa da sfondo a delle immagini di un mondo cosparso di rottami. Quando inizial la musica di E.T. viene mostrato Kanye West, che canta la sua prima strofa in una navicella spaziale simile alla Sputnik 1. Lo stesso scenario è utilizzato per la sua seconda strofa. Successivamente l'attenzione si sposta su Katy Perry, che interpreta un'aliena che fluttua nello spazio. Ella compie alcune trasformazioni prima di atterrare su un pianeta abbandonato, quello mostrato all'inizio del video. Nel frattempo sono mostrate alcune immagini di felini che cacciano selvaggina. Katy si avvicina ad un robot obsoleto dall'aspetto di un uomo all'interno di una tuta spaziale. Questo, quando viene baciato dalla donna, si trasforma in un essere umano nudo, interpretato dal modello Shaun Ross. La Perry si allontana mano nella mano con Ross e si toglie parte del vestito, mostrando le sue gambe di gazzella.
Durante il video Katy Perry indossa trucchi pesanti e completi stravaganti, fra i quali un trucco rosa, occhi da gatto e da rettile e trecce nello stile di Medusa. Willa Paskin, autrice per la rivista New York, ha definito i look della cantante "dettagliati, esotici, da kabuki". La Perry nel video di E.T. è stata confrontata a Lady Gaga in Born This Way, alla Regina di Saba, all'alter ego del cantante inglese David Bowie Ziggy Stardust, a Lara Croft, a Padmé Amidala, agli alieni del film Battaglia per la Terra e a Jadzia Dax. Il video in sé è stato descritto come "una continuazione del film del 2009 Avatar" e "un videogioco con Katy Perry come protagonista". E.T. ha fruttato a Katy Perry ben cinque nomination per gli MTV Video Music Award del 2011 tra le quali Best Collaboration, Best Special Effects e Best Art Direction, vincendo nelle prime due categorie citate.
È uno dei video che ha ottenuto la certificazione Vevo.

## Tracce
Download digitale
1. E.T. (con Kanye West) – 3:51

Download digitale (EP remix)
1. E.T. (Tiësto Remix; Club Edit) – 7:10
2. E.T. (Benny Benassi Radio Edit) – 3:20
3. E.T. (Dave Audé Remix - Radio Edit) – 3:38
4. E.T. (Noisia Remix) – 3:53
5. E.T. (Johnson Somerset & John Monkman Remix) – 9:49

CD singolo (Germania)
1. E.T. (con Kanye West) – 3:49
2. E.T. (Tiësto Radio Edit) – 4:03

Download digitale (Germania)
1. E.T. (con Kanye West) – 3:51
2. E.T. (Tiësto Remix - Club) – 7:10
3. E.T. (Benny Benassi Radio Edit) – 3:20
4. E.T. (Dave Audé Remix - Radio Edit) – 3:38
5. E.T. (Noisia Remix) – 3:53
6. E.T. (Johnson Somerset & John Monkman Remix) – 9:49

## Formazione
- Ammo – compositore, batteria, tastiera, programmazione, produttore
- Megan Dennis – coordinamento della produzione
- Șerban Ghenea – mixing
- Jon Hanes – tecnico mixing
- Sam Holland – tecnico audio
- Dr. Luke – compositore, batteria, tastiera, programmazione, produttore
- Max Martin – compositore, batteria, tastiera, programmazione, produttore
- Katy Perry – compositrice, voce
- Irene Richter – coordinamento della produzione
- Vanessa Silberman – coordinamento della produzione
- Emily Wright – tecnico audio

## Classifiche

### Classifiche settimanali
| Classifica (2011) | Posizione massima |
| ----------------- | ----------------- |
| Australia         | 5                 |
| Austria           | 7                 |
| Belgio (Fiandre)  | 24                |
| Belgio (Vallonia) | 14                |
| Canada            | 1                 |
| Danimarca         | 12                |
| Finlandia         | 15                |
| Francia           | 10                |
| Germania          | 9                 |
| Irlanda           | 5                 |
| Italia            | 9                 |
| Lussemburgo       | 6                 |
| Norvegia          | 13                |
| Nuova Zelanda     | 1                 |
| Paesi Bassi       | 39                |
| Regno Unito       | 3                 |
| Repubblica Ceca   | 19                |
| Slovacchia        | 4                 |
| Stati Uniti       | 1                 |
| Svezia            | 12                |
| Svizzera          | 14                |
| Ungheria          | 10                |

### Classifiche di fine anno
| Classifica (2011) | Posizione |
| ----------------- | --------- |
| Australia         | 15        |
| Austria           | 47        |
| Belgio (Fiandre)  | 96        |
| Belgio (Vallonia) | 58        |
| Canada            | 10        |
| Germania          | 55        |
| Nuova Zelanda     | 12        |
| Romania           | 79        |
| Stati Uniti       | 4         |
| Svezia            | 82        |
| Ungheria          | 72        |

## Date di pubblicazione
| Paese         | Data             | Formato/i                     | Versione           | Etichetta |
| ------------- | ---------------- | ----------------------------- | ------------------ | --------- |
| Stati Uniti   | 17 agosto 2010   | Download digitale             | Versione originale | Capitol   |
| Australia     | 10 gennaio 2011  | Airplay                       | Versione originale | Capitol   |
| Mondo         | 16 febbraio 2011 | Download digitale             | Remix              | Capitol   |
| Australia     | 4 marzo 2011     | Download digitale             | Remix              | Capitol   |
| Belgio        | 4 marzo 2011     | Download digitale             | Remix              | Capitol   |
| Nuova Zelanda | 4 marzo 2011     | Download digitale             | Remix              | Capitol   |
| Stati Uniti   | 8 marzo 2011     | Download digitale             | Remix              | Capitol   |
| Regno Unito   | 14 marzo 2011    | Download digitale             | Remix              | Capitol   |
| Germania      | 18 marzo 2011    | CD singolo, download digitale | Remix              | Capitol   |
| Regno Unito   | 3 aprile 2011    | CD singolo                    | Remix              | Capitol   |
| Stati Uniti   | 12 aprile 2011   | Airplay                       | Remix              | Capitol   |